# مسجد دال ذال
مسجد دال ذال هو مسجد تاريخي يعود إلى عصر القاجاريون، ويقع في تبريز.